# Nếnh
Nếnh là một phường thuộc tỉnh Bắc Ninh, Việt Nam.

## Địa lý
Phường Nếnh có vị trí địa lý:
- Phía đông giáp các phường Tiền Phong và Đa Mai
- Phía tây giáp các phường Vân Hà và Kinh Bắc
- Phía nam giáp phường Vũ Ninh
- Phía bắc giáp phường Việt Yên.

Phường Nếnh có diện tích 35,98 km², dân số 55.559 người, mật độ dân số đạt 1.544 người/km².

## Hành chính
Phường Nếnh được chia thành 11 tổ dân phố: Hoàng Mai 1, Hoàng Mai 2, Hoàng Mai 3, My Điền 1, My Điền 2, My Điền 3, Nếnh, Ninh Khánh, Phúc Lâm, Sen Hồ, Yên Ninh.

## Lịch sử
Nếnh vốn là tên nôm của làng Yên Ninh, một làng thuộc tổng Dật Ninh, huyện Yên Dũng, phủ Lạng Giang, xứ Kinh Bắc xưa; về sau tổng Dật Ninh được chuyển sang huyện Việt Yên, phủ Bắc Hà. Làng Yên Ninh nằm bên cạnh Quốc lộ 1 từ Hà Nội đi Lạng Sơn. Đây là một trong các làng nhiều tiến sĩ nho học vào loại nhất Việt Nam, với 10 người đã đỗ tiến sĩ trong các khoa thi từ năm 1469 đến 1619. Người đầu tiên đỗ đại khoa là tiến sĩ Thân Nhân Trung. Trung bình, cứ 15 năm làng Yên Ninh lại có một tiến sĩ. Đặc biệt gia tộc của tiến sĩ Thân Nhân Trung trong 3 thế hệ đóng góp 4/10 người đỗ tiến sĩ của làng. Các thành viên của gia tộc này đều làm quan trong thời vua Lê Thánh Tông.
Phần lớn địa bàn phường Nếnh hiện nay trước đây thuộc xã Hoàng Ninh thuộc huyện Việt Yên.
Ngày 20 tháng 2 năm 2003, Chính phủ ban hành Nghị định 16/2003/NĐ-CP. Theo đó, thành lập thị trấn Nếnh trên cơ sở 348,58 ha diện tích tự nhiên và 4.271 người của xã Hoàng Ninh (gồm làng Yên Ninh, Phố Nếnh và làng Ninh Khánh); 211,97 ha diện tích tự nhiên và 2.861 người của xã Quảng Minh (gồm làng Sen Hồ).
Sau khi thành lập, thị trấn Nếnh có 560,55 ha diện tích tự nhiên và 7.132 người. Xã Hoàng Ninh còn lại 680,83 ha diện tích tự nhiên và 8.690 người.
Đến năm 2018, thị trấn Nếnh có diện tích 5,66 km², dân số là 9.082 người, mật độ dân số đạt 1.605 người/km². Xã Hoàng Ninh có diện tích 6,86 km², dân số là 11.114 người, mật độ dân số đạt 1.620 người/km².
Ngày 21 tháng 11 năm 2019, Ủy ban Thường vụ Quốc hội ban hành Nghị quyết số 813/NQ-UBTVQH14 về việc sắp xếp các đơn vị hành chính cấp xã thuộc tỉnh Bắc Giang (nghị quyết có hiệu lực từ ngày 1 tháng 1 năm 2020). Theo đó, sáp nhập toàn bộ diện tích và dân số của xã Hoàng Ninh vào thị trấn Nếnh.
Ngày 13 tháng 12 năm 2023, Ủy ban Thường vụ Quốc hội ban hành Nghị quyết số 938/NQ-UBTVQH15 về việc thành lập thị xã Việt Yên (nghị quyết có hiệu lực từ ngày 1 tháng 2 năm 2024). Theo đó, thành lập phường Nếnh trên cơ sở toàn bộ 12,51 km² diện tích tự nhiên và dân số 27.246 người của thị trấn Nếnh.
Ngày 16 tháng 6 năm 2025, Ủy ban Thường vụ Quốc hội ban hành Nghị quyết số 1658/NQ-UBTVQH15 của UBTVQH về việc sắp xếp các đơn vị hành chính cấp xã của tỉnh Bắc Ninh năm 2025. Theo đó, sắp xếp toàn bộ diện tích tự nhiên, quy mô dân số của các phường Quang Châu, Vân Trung, Tăng Tiến và Nếnh thành phường mới có tên gọi là phường Nếnh.

## Địa chỉ trụ sở các cơ quan
- Trụ sở UBND phường: Khu công nghiệp Đình Trám, phường Nếnh
- Trung tâm phục vụ hành chính công:
  - Cơ sở 1: Đường Thân Cảnh Phúc, tổ dân phố Hoàng Mai 1, phường Nếnh
  - Cơ sở 2: Số 354, đường Lư Giang, tổ dân phố Trung Đồng, phường Nếnh

- Công an phường: Tổ dân phố Nam Ngạn, phường Nếnh

## Văn hóa
Phường Nếnh có 2 làng quan họ cổ thuộc danh sách 23 làng quan họ Bắc Giang được quy hoạch bảo tồn và đưa vào phát triển du lịch văn hóa là làng quan họ Sen Hồ và làng quan họ Yên Ninh.

## Danh nhân

### Các tiến sĩ làng Yên Ninh
- Thân Nhân Trung, tiến sĩ năm 1469, thành viên Tao đàn Lê Thánh Tông (nhị thập bát tú)
- Nguyễn Lễ Kính hay Nguyễn Kính, tiến sĩ 1475 [9]
- Ngô Văn Cảnh, Hoàng giáp năm 1481, thành viên Tao đàn Lê Thánh Tông
- Thân Tông Vũ, tiến sĩ năm 1481 [10], thành viên Tao đàn Lê Thánh Tông
- Thân Cảnh Vân, Thám hoa năm 1487 [11]
- Thân Nhân Tín, tiến sĩ năm 1490
- Đỗ Văn Quýnh, tiến sĩ năm 1520
- Doãn Đại Hiệu (尹大效), tiến sĩ năm 1541[12]
- Nguyễn Nghĩa Lập, tiến sĩ năm 1553
- Hoàng Công Phụ, tiến sĩ 1619
- Chu Bá Phượng, là người đầu tiên ở Việt Nam nhận bằng cử nhân khoa học từ bên Pháp gửi sang. Ông là bộ trưởng bộ Cứu tế năm 1945 - 1946 và là Bộ trưởng bộ Kinh tế năm 1946 của nước Việt Nam Dân chủ cộng hòa.